# 新北市立新莊文化藝術中心
25°02′50″N 121°26′39″E / 25.04722°N 121.44417°E
新北市立新莊文化藝術中心，簡稱新莊文化中心、新莊文藝中心，是一座落臺灣新北市新莊區中平路133號的文藝中心，鄰近新北市立新莊高級中學。面積2797平方米（846坪），設有演藝廳、展覽區、藝術廳、期刊室、閱覽室以及布袋戲文物館與典藏室等，以供市民藝文活動利用。1994年起建、1995年11月11日開幕啟用，歷時近兩年、耗資新台幣三億餘元。
新莊文藝中心原隸新莊市公所，是全臺灣首座「鄉鎮市級文藝中心」，2010年底五都改制，臺北縣升格為直轄市「新北市」。新莊市立文化藝術中心，亦改隸於新北市政府文化局，成為新北市立新莊文化藝術中心。

## 館舍介紹

### 1F

#### 戶外廣場
文藝中心前方之廣場，平日為民眾休憩的好去處，寬廣的區域適合小朋友跑跑跳跳，廣場上除了賞心悅目的美麗造景，花台更是大家聊天聚會的最佳去處，尤其天色漸暗，在燈光灑落映襯下氣氛絕佳；假日則不定期舉辦戶外展演、親子遊戲以及藝術創作教導示範等活動，有時亦同時搭配館設內、外的活動，提供喜愛藝文的朋友豐富饗宴，鼓勵大眾親身參與，充實休閒生活。

#### 服務台
進入文藝中心後，映入眼簾的是挑高的天井設計，大廳兩側為服務台及販賣部，均為半圓弧設計。左側為服務台，由專人為您服務、解決相關藝文諮詢，並設有開放式目錄架，除了新莊在地藝文資訊，亦同步擺放各縣市展演資訊供民眾索取。

#### 藝術廳
分A、B兩廳，各佔地約五十坪，開放式的空間設計，動線清楚，大理石地面與白色壁面交織成愉悅的賞覽空間。

#### 演藝廳
演藝廳舞台是典型鏡框式設計，鏡框高17.83M x寬17.8M、舞台面深17.5 x寬17.8M，燈光、音響等各項硬體設備俱足，每年安排百餘場演出活動，為一綜合性多功能表演廳。
演藝廳觀眾席於2010年進行大規模的內部整建，針對天花板、牆面、地坪等多處改善，計三層樓高，共641個座位，另含4個無障礙席。

### 2F

#### 新莊布袋戲文物館
於2004年5月22日正式啟用，提供民眾認識新莊及全國布袋戲藝術的機會，希望藉由各團具特色的布袋戲文物逐一展陳，及時呈現傳統藝師們的珍貴性與新世代劇團的開創性，為傳統藝術的保存、傳習與推廣創造長遠美好的未來。

#### 閱覽室
約有180個座位，供民眾閱讀自修之用。

## 交通
捷運：
- 板南線新埔站下車，至5號出口轉乘805、藍18、813、845、918
- 新莊線新莊站下車，至1號出口轉乘257、五股－臺北北門(783)、公西－板橋(786)

公車
- 「新莊高中」站
  - 藍18中和-新莊
  - 615丹鳳-台北車站
  - 618士林-新莊
  - 845新莊-捷運新埔站
  - 859樹林東昇公園-泰山公有市場
  - 786區 公西－捷運新莊站
  - F202 中港頭前線
- 「新莊高中一」站
  - 783五股－臺北北門
  - 786板橋-公西
  - 803五股-松山機場
  - 918泰山-新店
  - 813中和-五股
- 「新莊高中(中平路)」站
  - 257南港-新莊
  - 615丹鳳-台北車站
  - 617泰山-內湖
  - 617副 泰山-內湖
  - 622泰山-捷運中山站
  - 652新莊高中-內湖
  - 783五股－臺北北門
  - 786板橋-公西
  - 786區 公西－捷運新莊站
  - 813中和-五股
  - 835台大醫院-新北產業園區
  - 859樹林東昇公園-泰山公有市場
  - 960捷運泰山站-捷運新莊站
  - 藍18中和-新莊
  - F202 中港頭前線
- 「新莊高中(幸福路)」站
  - 257南港-新莊
  - 617泰山-內湖
  - 617副 泰山-內湖
  - 622泰山-捷運中山站
  - 652新莊高中-內湖
  - 803五股-松山機場
  - 835台大醫院-新北產業園區
  - 845新莊-捷運新埔站
  - 960捷運泰山站-捷運新莊站
  - 918泰山-新店
- 於「新泰游泳池站」下車
  - 786公西─板橋
  - 783五股－臺北北門
  - 616泰山-天母
  - 805土城-五股
  - 820泰山-民權西路
  - F205福興里-林口長庚醫院